# Diak

Symbol diaka

Diak (ang. diode for alternating current, DIAC) – odmiana tyrystora, dwukierunkowy półprzewodnikowy przyrząd wyzwalający, składający się z dwóch połączonych antyrównolegle (równolegle i przeciwsobnie) dynistorów. Diak przełącza się ze stanu blokowania do stanu przewodzenia na ogół przy napięciu około 30 V (w zależności od modelu – napięcie to nie przekracza kilkuset woltów), a typowa wartość prądu przewodzenia nie przekracza kilkudziesięciu amperów. Używane są zazwyczaj w układach wyzwalających triaki.

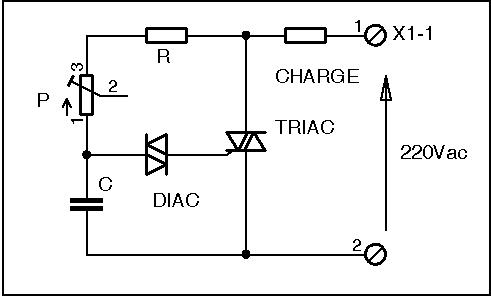
Typowe zastosowanie diaka w układzie wyzwalania triaka